# Вайлдвуд (Техас)
Вайлдвуд (англ. Wildwood) — переписна місцевість (CDP) в США, в округах Гардін і Тайлер штату Техас. Населення — 1121 особа (2020).

## Географія
Вайлдвуд розташований за координатами 30°31′36″ пн. ш. 94°26′50″ зх. д. / 30.52667° пн. ш. 94.44722° зх. д. (30.526685, -94.447225).  За даними Бюро перепису населення США в 2010 році переписна місцевість мала площу 12,56 км², з яких 11,69 км² — суходіл та 0,87 км² — водойми.

## Демографія
Згідно з переписом 2010 року, у переписній місцевості мешкало 1235 осіб у 533 домогосподарствах у складі 408 родин. Густота населення становила 98 осіб/км².  Було 616 помешкань (49/км²).
Расовий склад населення:
| - 97,7 % — білих - 0,6 % — азіатів - 0,4 % — корінних американців - 0,2 % — чорних або афроамериканців - 0,1 % — вихідців з тихоокеанських островів |

До двох чи більше рас належало 0,6 %. Частка іспаномовних становила 2,5 % від усіх жителів.
За віковим діапазоном населення розподілялося таким чином: 16,8 % — особи молодші 18 років, 51,7 % — особи у віці 18—64 років, 31,5 % — особи у віці 65 років та старші. Медіана віку мешканця становила 55,1 року. На 100 осіб жіночої статі у переписній місцевості припадало 90,3 чоловіків;  на 100 жінок у віці від 18 років та старших — 88,4 чоловіків також старших 18 років.
Середній дохід на одне домашнє господарство  становив 73 632 долари США (медіана — 59 583), а середній дохід на одну сім'ю — 75 594 долари (медіана — 58 000). За межею бідності перебувало 9,6 % осіб, у тому числі 0,0 % дітей у віці до 18 років та 6,1 % осіб у віці 65 років та старших.
Цивільне працевлаштоване населення становило 294 особи. Основні галузі зайнятості: фінанси, страхування та нерухомість — 22,4 %, виробництво — 21,8 %, мистецтво, розваги та відпочинок — 17,7 %.